# نامه‌هایی از پارک
نامه‌هایی از پارک (اسپانیایی: Cartas del parque‎) فیلمی در ژانر درام به کارگردانی توماس گوتییرز آلئا است که در سال ۱۹۸۸ منتشر شد.